# Христианийская конвенция
Христианийская конвенция 1907 (Договор о территориальной неприкосновенности Норвегии) — договор об официальном признании независимости и гарантиях территориальной неприкосновенности Норвегии со стороны великих держав.
Договор был подписан 20 октября (2 ноября) 1907 в Христиании представителями России, Германии, Франции и Великобритании. От имени России его подписал чрезвычайный посланник и полномочный министр в Христиании А. Крупенский, от имени Германии — чрезвычайный посланник и полномочный министр в Христиании фон Трейтлер, от имени Франции — чрезвычайный посланник и полномочный министр в Христиании Л. Делаво, от имени Великобритании — поверенный в делах в Христиании В. Г. Макс Мюллер. Со стороны Норвегии в подписании участвовал министр иностранных дел И. Левланд. Договор заключался сроком на 10 лет с автоматическим продлением и фактически действовал до 1928 года.

## Содержание договора
Договор состоял из четырёх статей.
В статье 1 сообщалось, что «Норвежское правительство обязуется не уступать никакой державе, ни в качестве временного занятия, ни в виде какой-либо иной меры, никакой части норвежской территории».
В статье 2 великие державы обязывались соблюдать неприкосновенность Норвегии, а в случае угрозы этой неприкосновенности — оказать норвежскому правительству свою поддержку.
В статье 3 сообщалось о том, что договор заключается на десятилетний срок и автоматически продлевается. Договор также сохранял свою силу в том случае, если одна из подписавших его стран заявит об отказе от своих обязательств.
В статье 4 оговаривалась ратификация договора.